# Jaime Martin (taekwondo)
Jaime Martin es un deportista filipino que compitió en taekwondo. Ganó una medalla de bronce en el Campeonato Mundial de Taekwondo de 1975, y dos medallas de bronce en el Campeonato Asiático de Taekwondo en los años 1974 y 1976.

## Palmarés internacional
| Campeonato Mundial  | Campeonato Mundial    | Campeonato Mundial | Campeonato Mundial |
| Año                 | Lugar                 | Medalla            | Categoría          |
| ------------------- | --------------------- | ------------------ | ------------------ |
| 1975                | Seúl (Corea del Sur)  | Medalla de bronce  | –53 kg             |
| Campeonato Asiático |                       |                    |                    |
| Año                 | Lugar                 | Medalla            | Categoría          |
| 1974                | Seúl (Corea del Sur)  | Medalla de bronce  | –48 kg             |
| 1976                | Melbourne (Australia) | Medalla de bronce  | –58 kg             |